# Universitat de Costa Rica
La Universitat de Costa Rica (UCR) és una de les cinc universitats públiques de la República de Costa Rica, essent considerada una de les més prestigioses i reconegudes d'Amèrica Llatina i la millor d'Amèrica Central. El seu campus principal, la Ciutat Universitària Rodrigo Facio, està ubicat a Montes de Oca, a uns 3 km del centre de la capital del país, San José.
Com a institució autònoma d'educació superior, la Universitat de Costa Rica està constituïda per una comunitat de professorat, estudiantat i funcionariat administratiu, dedicada a l'ensenyament, la investigació, l'acció social, l'estudi, la meditació, la creació artística i la difusió del coneixement. La Universitat de Costa Rica s'encamina a propiciar l'avenç del coneixement en la seva màxima expressió i respondre, de manera efectiva, a les necessitats que genera el desenvolupament integral de la societat.

## Galeria fotogràfica

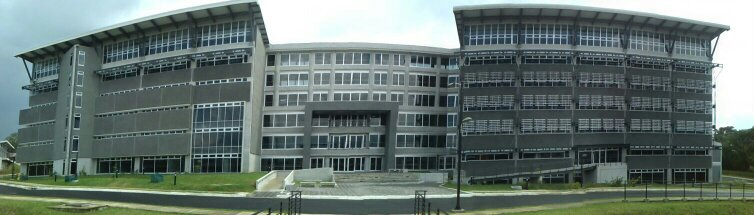
Facultat de Ciències Socials
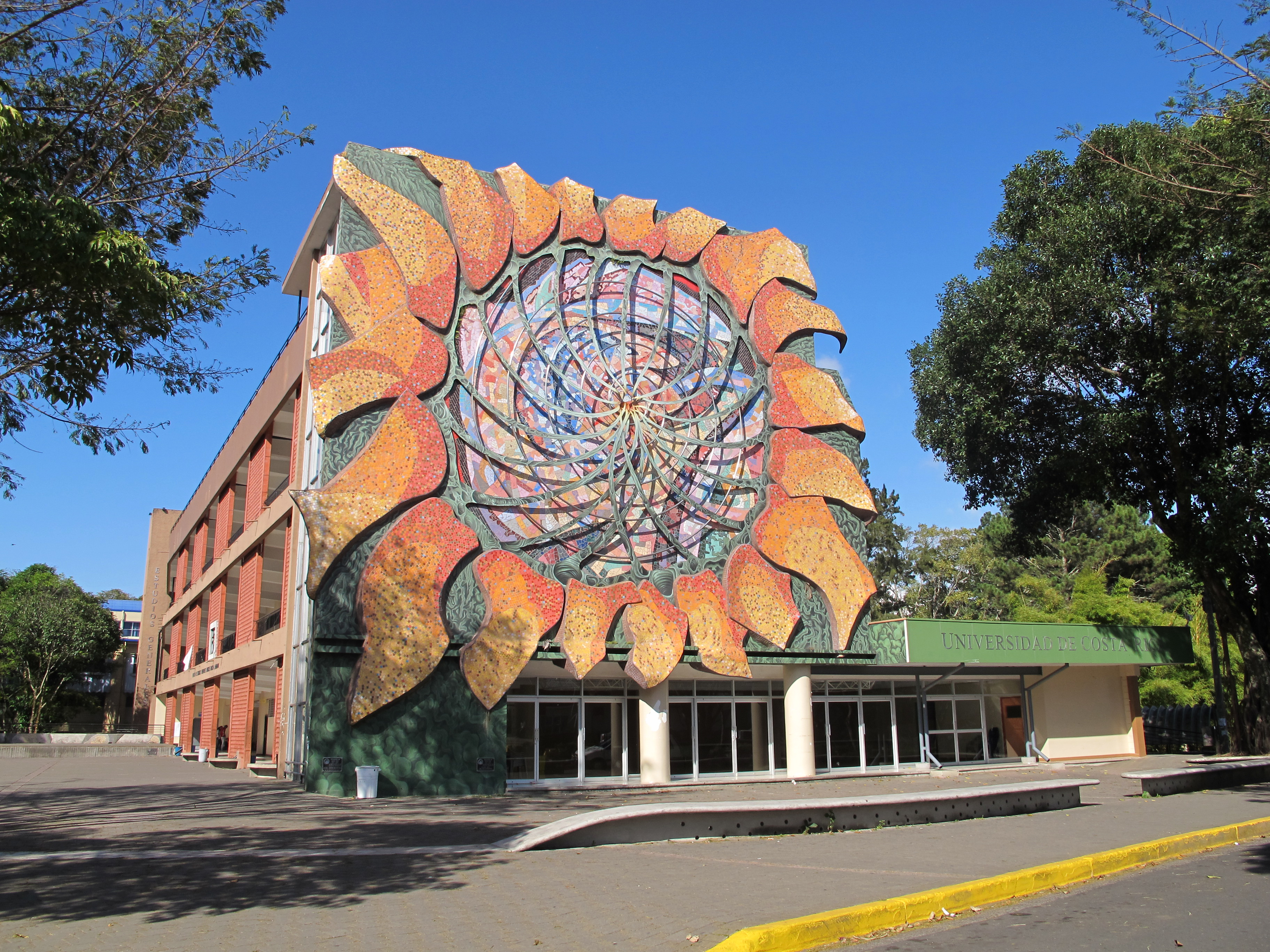
Escola d'Estudis Generals
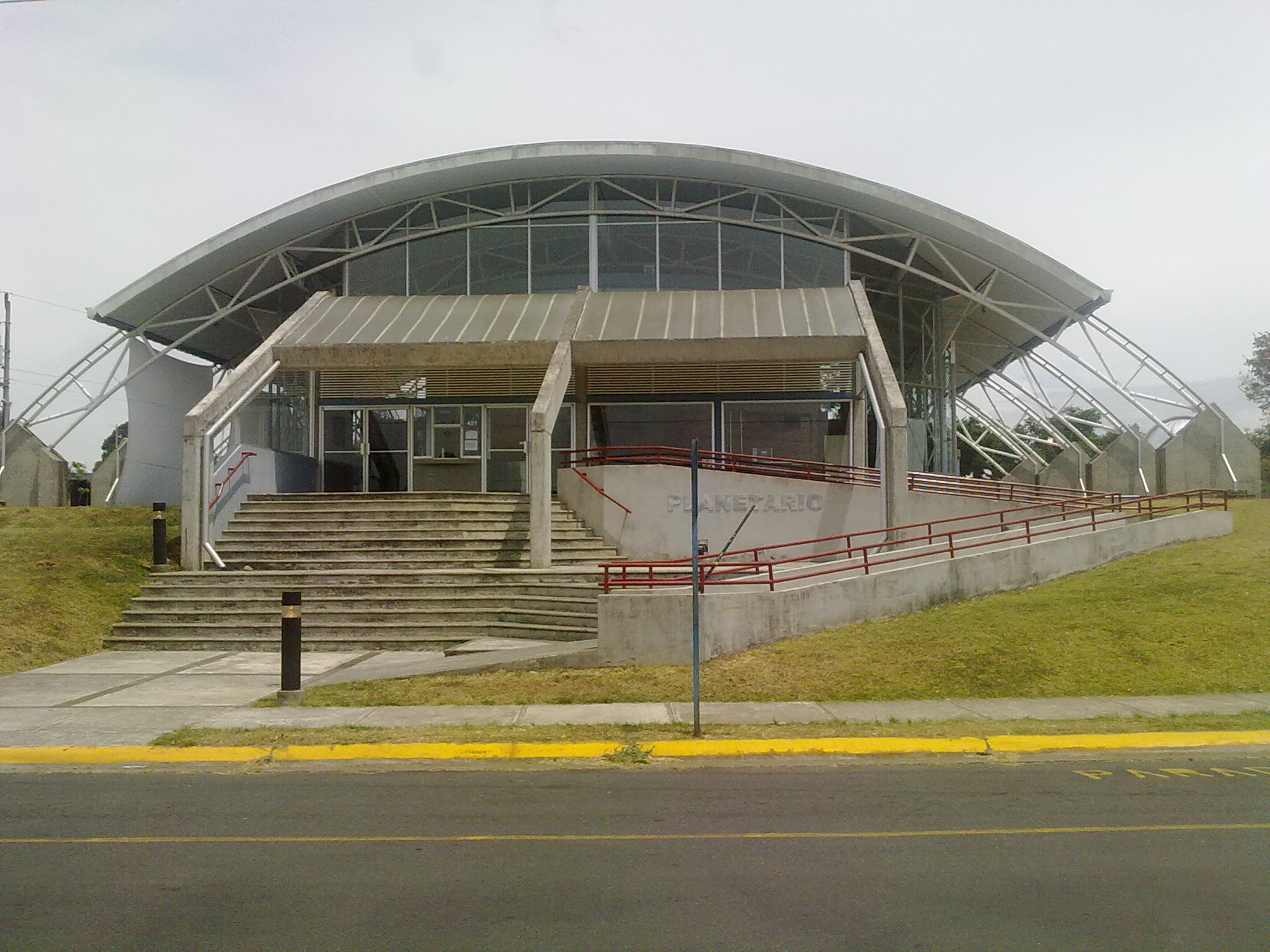
Planetari
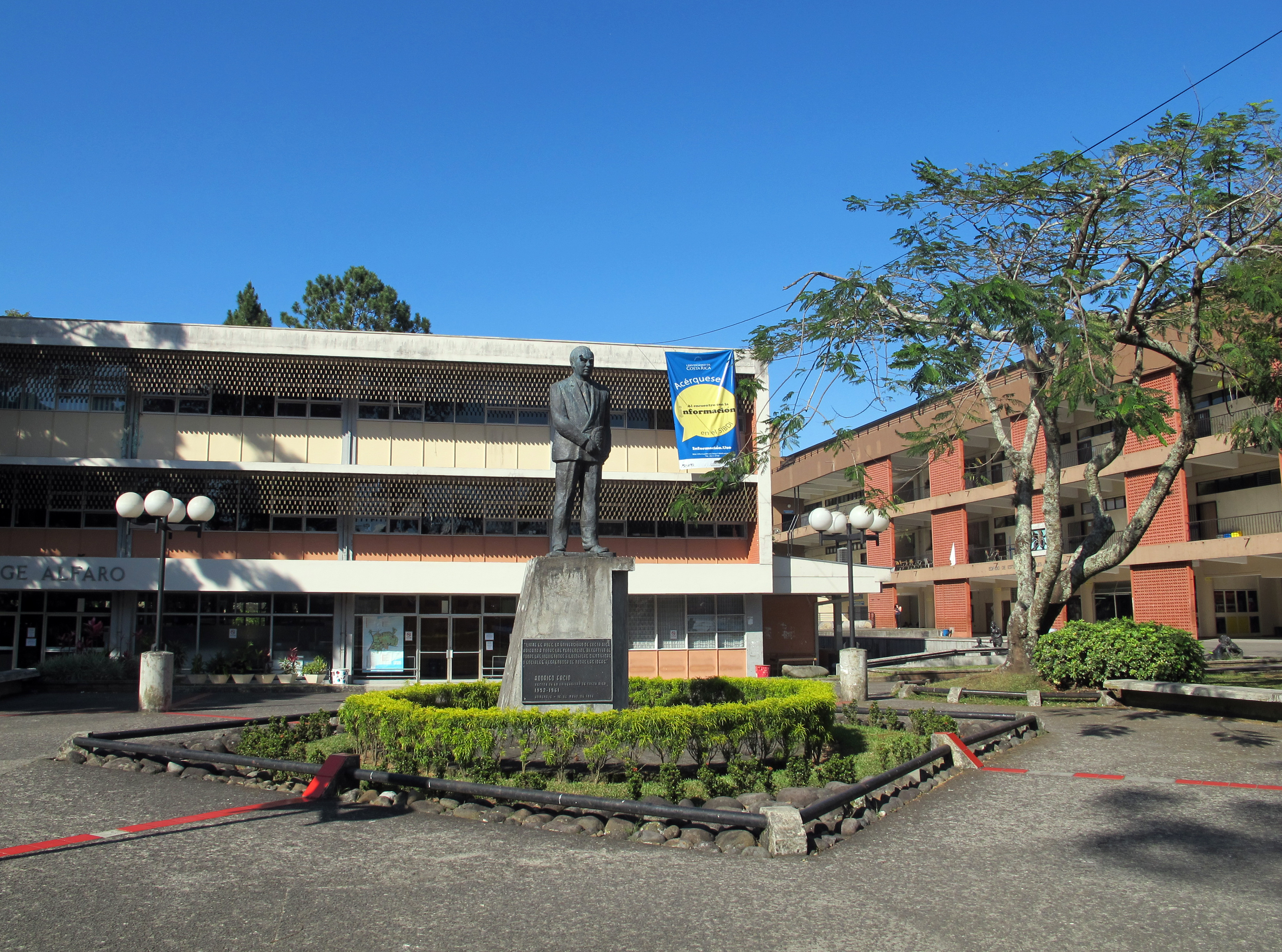
Ciutat Universitària Rodrigo Facio (seu principal de la UCR)